# Obsesia Evei
Obsesia Evei (în engleză Killing Eve) este un serial de televiziune polițist produs de BBC America. Scenariul a fost scris de Phoebe Waller-Bridge. Primul episod a fost difuzat la data de 8 aprilie 2018. Au fost în total difuzate 32 de episoade de câte 42 de minute, ultimul fiind rulat la data de 10 aprilie 2022. Serialul este o adaptare după seria de cărți Codename Villanelle scrisă de Luke Jennings.

## Rezumat
Eve Polastri este un agent al MI-5 însărcinată să o urmărească și să o oprească pe Villanelle, o asasină psihopată, dar foarte talentată. Însă cele două femei devin obsedate una de cealaltă, iar între ele începe un joc de-a șoarecele și pisica.

## Distribuție și personaje
- Sandra Oh : Eve Polastri
- Jodie Comer : Villanelle / Oksana Astankova
- Fiona Shaw : Carolyn Martens
- Kim Bodnia : Konstantin Vasiliev
- Owen McDonnell : Niko Polastri (sezoanele 1-3)
- Sean Delaney : Kenny Stowton (sezoanele 1-3)
- Darren Boyd : Frank Haleton (sezonul 1)
- David Haig : Bill Pargrave (sezonul 1)
- Kirby Howell-Baptiste : Elena Felton (sezonul 1)
- Nina Sosanya : Jess (sezonul 2)
- Edward Bluemel : Hugo (sezoanele 2-4)
- Henry Lloyd-Hughes : Aaron Peel (sezonul 2)
- Adrian Scarborough : Raymond (sezonul 2)
- Raj Bajaj : Mo Jafari (sezonul 3)
- Turlough Convery : Bear (sezonul 3)
- Steve Pemberton : Paul (sezonul 3)
- Danny Sapani : Jamie Hawyard (sezonul 3)
- Harriet Walter : Dasha (sezonul 3)
- Gemma Whelan : Geraldine (sezonul 3)
- Camille Cottin : Hélène (sezoanele 3 și 4)
- Robert Gilbert : Yusuf (sezonul 4)
- Laurențiu Possa : Vlad (sezonul 4)
- Adeel Akhtar : Martin (sezonul 4)

## Producție
Producția serialului a început în august 2017, filmările având loc în mai multe locuri între care Paris, Toscana, Berlin, România, Cheshunt, Londra și într-un studio din vestul Londrei. Ulterior, episoade au mai fost filmate în Spania (la Barcelona, Girona și Sevilla) precum și în Polonia.

## Premii
- Television Critics Association Awards 2018 : cel mai bun serial nou.
- British Academy Television Awards 2019 : Cea mai bună actriță într-un serial dramatic, pentru Jodie Comer
- British Academy Television Awards 2019 : Cea mai bună actriță într-un rol secundar, pentru Fiona Shaw
- Globul de Aur 2019 : cea mai bună actriță de televiziune într-un serial dramă pentru Sandra Oh.
- Premiile Emmy 2019 : cea mai bună actriță într-un serial dramatic pentru Jodie Comer